# Henrico Albicastro
Henrico Albicastro (* ~ 1660, probabil în Pappenheim; † ~ 1730) este un pseudonim al compozitorului german Johann Heinrich von Wasseburg.